# Hermann Schuderoff
Hermann Schuderoff (* 3. Dezember 1800 in Altenburg; † 2. August 1860 ebenda) war ein deutscher Jurist und Politiker.

## Leben
Als Sohn eines Kammersekretärs geboren, studierte Schuderoff Rechtswissenschaften in Jena. Während seines Studiums wurde er 1819 Mitglied der Urburschenschaft. Nach seinem Studium war er als Advokat in Altenburg tätig und wurde 1831 Regierungsassessor. Von 1831 bis 1860 gehörte er der Landesregierung zu Altenburg an. 1833 wurde er zum Regierungsrat befördert, 1847 Geheimer Regierungsrat und 1848 Regierungsdirektor. 1848 gehörte er von März bis Mai als Mitglied dem Geheimen Regierungsrat an. 1852 wurde er Regierungspräsident in Altenburg.